# Рејмонд Џ. Бари
Рејмонд Џон Бари (енгл. Raymond John Barry; Хемпстед, Њујорк, 14. март 1939), амерички је позоришни, филмски и ТВ глумац.
Глумио је у бројним филмовима и серијама, а прва значајнија улога за Барија била је у филму Рођен 4. јула (1989). Појавио се у филмовима Изненадна смрт (1995), Дан обуке (2001), 3 дана за убиство (2014) и многим другим.